# Heinrich Heidel
Heinrich Heidel (* 28. November 1952 in Frankenberg) ist ein deutscher Politiker (FDP) und ehemaliger Abgeordneter des Hessischen Landtags.

## Ausbildung und Beruf
Nach dem Hauptschulabschluss im Jahr 1969 an der Mittelpunktschule Vöhl folgte ab 1972 eine Ausbildung zum Landwirtschaftsgehilfen und 1977 zum Landwirtschaftsmeister.

## Politik
1972 wurde Heidel Mitglied bei den Jungdemokraten und dem FDP-Kreisverband Waldeck-Frankenberg, wo er ab 2000 Kreis- und Bezirksvorsitzender war. Heidel gehörte von 1977 bis 1981 dem Ortsbeirat der Gemeinde Vöhl und von 1985 bis 1989 und seit 1997 der Gemeindevertretung Vöhl an. Von 1989 bis 1995 und seit 2001 war er Mitglied des Kreistags Waldeck-Frankenberg, dort von 1993 bis 1995 Vorsitzender der FDP-Kreistagsfraktion und von 1989 bis 1993 stellvertretender Vorsitzender des Kreistags.
Von 1995 bis 2014 war Heinrich Heidel, der stets im Wahlkreis Waldeck-Frankenberg II kandidiert hatte und jeweils über die Landesliste seiner Partei gewählt wurde, Landtagsabgeordneter sowie Sprecher für Gentechnologie (Bereich Agrar), Forstpolitik, Landwirtschaftspolitik, Naturschutzpolitik und Umweltpolitik.
Im Parlament war er ab April 2003 Vorsitzender im Ausschuss für Umwelt, ländlichen Raum und Verbraucherschutz. Zuvor gehörte er vom 5. April 1999 bis zum 4. April 2003 dem Ausschuss für Umwelt, Landwirtschaft und Forsten an. Stellvertretender Vorsitzender war er von 28. Oktober 1997 bis zum 4. April 1999 im Unterausschuss für Heimatvertriebene, Umsiedler und Wiedergutmachung.
Nach der vorgezogenen Landtagswahl in Hessen 2009 wurde Heidel am 5. Februar 2009 zum Vizepräsidenten des hessischen Landtags gewählt und blieb dies bis zum 18. Januar 2014.  Am 14. Mai 2009 hielt er im Landtag eine viel beachtete Rede zur Milchwirtschaft, bei der er offensichtlich unter Alkoholeinfluss stand.

## Sonstige Ämter
Heinrich Heidel ist Beirat in der Deutschen Gesellschaft für Ernährung (DGE) – Sektion Hessen, Hessischer Tierschutzbeirat, im Landesbetrieb HESSEN-FORST, der Landessportkonferenz sowie dem Stiftungsrat der Stiftung Hessischer Naturschutz.
Er ist Verwaltungsrat der Verbraucherzentrale Hessen (VZH) e. V.
Seit 1999 ist er Vorstandsmitglied der Landwirtschaftlichen Sozialversicherung Hessen und war ebenfalls ab 1999 Vizepräsident des Hessischen Bauernverbandes.
Heidel war zeitweise Vorsitzender des Kreisverbandes Waldeck-Frankenberg der Europa-Union.